# José Laurencio Silva
José Laurencio Silva Flores (Tinaco, 7 de septiembre de 1791-Valencia, 27 de febrero de 1873) fue un militar y político venezolano, general en jefe del ejército en la Guerra de Independencia de Venezuela y las de los años subsiguientes, hijo de José Dalmacio Silva y María Casilda Flores.

## Biografía

### Trayectoria militar
En 1810 entra a las filas del batallón núm. 9 del Tinaco, con el empleo de subteniente de milicias. Ese mismo año, bajo las órdenes del brigadier Francisco Rodríguez del Toro, participa en la Campaña de Coro. Terminada ésta, Silva queda de guarnición, entre Baragua y Siquisique. En 1811, en compañía del general Francisco de Miranda, toma parte en las acciones para reducir la disidencia de Valencia. Perdida la Primera República, Silva se oculta en los bosques de Guárico y Cojedes, donde lleva a cabo actividades de guerrillas. Al año siguiente, en 1813, al paso de Simón Bolívar por San Carlos, se agrega al Ejército Libertador con un escuadrón de caballería. Combate en la batalla de Taguanes (31 de julio de 1813). Entre este año y 1814 participa en casi todas las acciones tácticas libradas en ese lapso. Su hoja de servicios registra 17, entre batallas y combates menores.
Prisionero en 1814, escapa y desarrolla actividades guerrilleras en los llanos de Cojedes. Se une al general José Antonio Páez en el Apure y tomó parte en hechos de armas de aquel teatro de operaciones; así como en los que correspondieron a la Campaña del Centro en 1818. Después de la batalla de Calabozo (12 de febrero de 1818), es ascendido a teniente coronel. Actúa en la Campaña de Apure en 1819, y allí se queda con Páez mientras Bolívar desarrolla su ofensiva sobre Nueva Granada. En 1821 recibe el despacho de coronel después de su actuación en la Campaña de Carabobo. Con Bolívar marcha ese año al sur y combate en la batalla de Bomboná el 7 de abril de 1822. Al pasar un año estando en Guayaquil y Quito, sigue con Bolívar hacia el Perú y toma parte activa en la campaña libertadora. Combate en Junín el 6 de agosto de 1824, y en Ayacucho en 9 de diciembre de 1824, donde recibió 3 lanzazos efectuando esta acción. Asimismo, es ascendido a general de brigada.
Seguidamente ese año, es destinado a la Comandancia General de Guayana. En 1829 es ascendido a general de división, y en 1830 Bolívar lo nombra, en Santa Marta, uno de sus albaceas testamentarios y fideicomisarios. Regresa a Venezuela en 1831 y se encuentra activo durante la Revolución de las Reformas. Aun cuando fue retirado a la vida privada, tiene actuaciones aisladas en 1846 contra Ezequiel Zamora y contra el general José Antonio Páez en 1848 durante la fallida invasión de este a Venezuela. Es famoso el acontecimiento sucedido en la noche del día 28 de octubre de 1825 en la Villa Real de Potosí. Ese día era el onomástico de San Simón y las autoridades civiles y militares del lugar organizaron una fiesta en honor del Libertador. Bolívar al llegar a la fiesta, se dio cuenta de que entre los oficiales que no estaban bailando, estaba el General Silva. Inmediatamente lo invitó a bailar con él. Era la respuesta que Bolívar realizó en vista del rechazo que hacían la damas presentes en la fiesta, por tener el General Silva, la tez oscura.

### Últimos años y vida privada
En 1827 contrae matrimonio con Felicia Bolívar Tinoco, hija de Juan Vicente Bolívar Palacios. El 16 de diciembre de 1851 recibe carta de invalidez. El 10 de febrero de 1855 el presidente José Gregorio Monagas lo nombra ministro de guerra y marina.
El 7 de marzo de 1855, es ascendido a general en jefe. En 1859, combate contra los federalistas en el occidente de Venezuela, y ese mismo año, después de algunos enfrentamientos con Ezequiel Zamora en Barinas y Portuguesa, renuncia al cargo militar que desempeñaba. 

En cuanto a estos enfrentamientos, es conocida una entrevista histórica entre Zamora y Silva como contrincantes. Ambos acordaron parlamentar a la margen de un río en portuguesa. Zamora al percatarse de la presencia del general Silva, expresó:
“Este hijo de la tierra cojedeña, llanero y libertador de Venezuela es un valiente, carajo. Hombres de esta talla, no pueden ser ni godos ni oligarcas…”
A lo cual el anciano General Silva respondió: 
“Ezequiel, a mí me enviaron a combatirte; pero yo no puedo hacerlo, porque tú estás luchando por lo que yo he luchado toda mi vida, como es ver a nuestro pueblo libre de todo yugo… Ezequiel sigue con tus ideales y ve a combatir al enemigo del pueblo donde se encuentre; y té manifiesto claro amigo, que desde este momento que regreso a Caracas con mis tropas, viene en mi relevo el General José Escolástico Andrade Pirela, quien es un bandido oligarca de pura cepa; siga adelante Ezequiel y no abandones la lucha…” 
Finalmente, trabaja en algunos empleos de tipo administrativo hasta que se retira, definitivamente, a la vida privada y se residencia en Valencia. Sus restos fueron sepultados en el Panteón Nacional el 16 de diciembre de 1942.